# 군산자양중학교
군산자양중학교(群山紫養中學校)는 대한민국 전북특별자치도 군산시 옥구읍 선제리에 있는 공립 중학교이다.

## 학교 연혁
- 1971년 1월 16일 : 옥구서중학교 설립인가
- 1971년 3월 5일 :  옥구서중학교 6학급 개교
- 1999년 3월 1일 : 군산자양중학교로 교명 변경
- 2024년 1월 9일 : 제51회 졸업 (18명, 총계 11,086명)
- 2024년 3월 4일 : 신입생 21명 입학
- 2024년 9월 1일 : 제21대 황인영 교장 부임

## 참고 자료
- 군산자양중학교 - 한국교육학술정보원 학교알리미